# Albert Paul (Schauspieler)

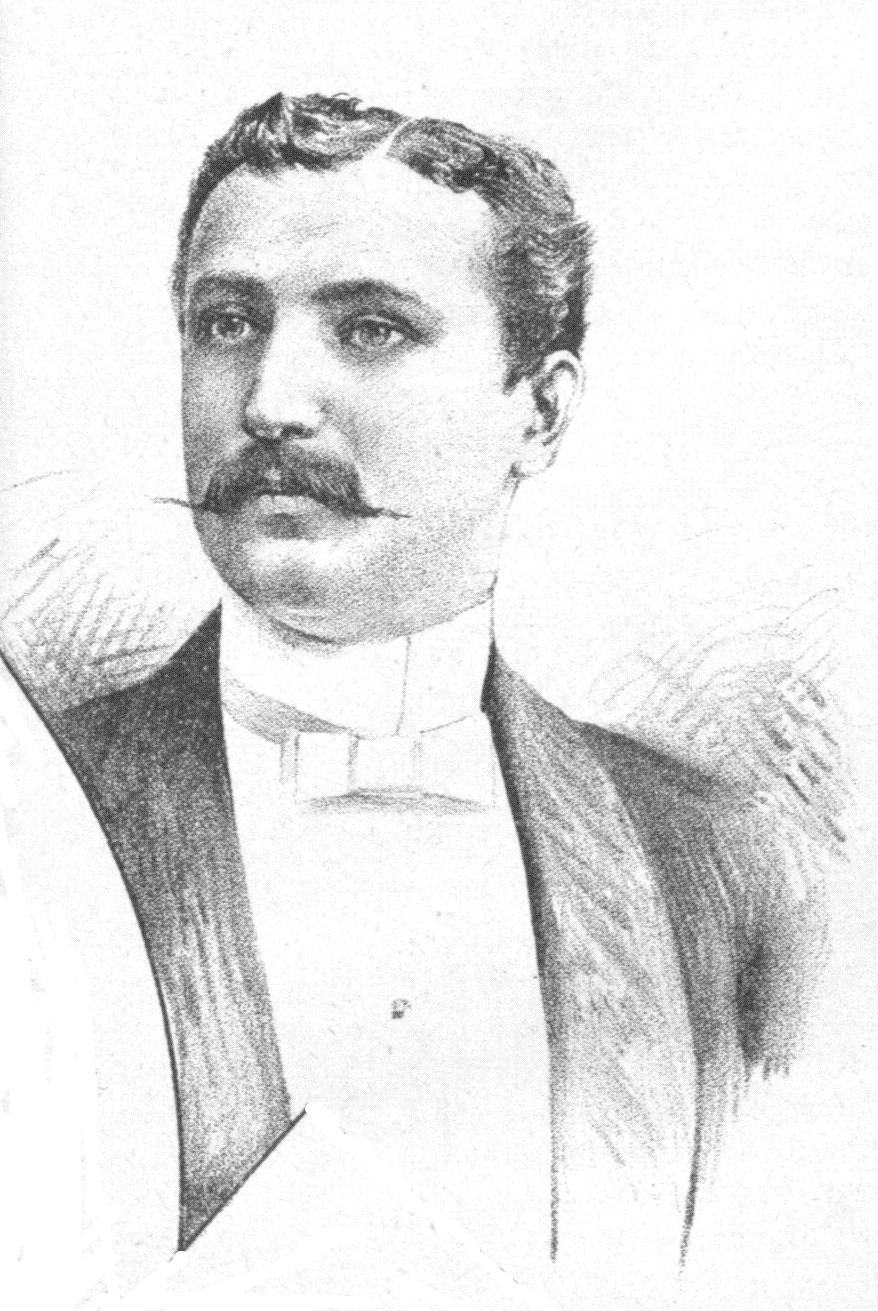
Albert Paul (von Jan Vilímek, 1890)

Albert Paul (Mitte) als künstlerischer Leiter des Gustav Adolf-Festspiels in Dresden, 1906

Albert Paul, eigentlich Albert Fränkel (* 2. Februar 1856 in Berlin; † 5. August 1928 in Dresden) war ein deutscher Schauspieler.

## Leben

### Theater
Paul war der Sohn des langjährigen Redakteurs der Gartenlaube, Albert Fränkel. Mit 18 Jahren begann Paul als Schauspielvolontär Theater zu spielen, seine erste Rolle bot er am 14. November 1874 in Schillers Maria Stuart am Leipziger Stadttheater dar. Bereits im Jahr darauf wechselte der Jungmime an das Meininger Hoftheater. Unzufrieden mit den an diesen etablierten Bühnen ihm angebotenen Rollen, begann sich Paul anschließend dem Tourneetheater zuzuwenden. Er bereiste sowohl Bayern (Passau, Amberg, Straubing) als auch Mecklenburg (Rostock und Stralsund), bis er sich 1877 wieder in Berlin einfand. Dort trat Albert Paul ein Festengagement am Nationaltheater an. Gleich sein erster Part wurde der Graf Essex.
Es folgten eine Reihe von tragenden und kraftvollen Charakterrollen: Paul spielte unter anderem den Karl Moor, den Uriel Acosta, den Faust, den Marquis Posa und den Grafen Hammerstein. 1879 ging er ans Mainzer Stadttheater, gleich darauf für einen Abstecher nach Prag. Nach einem erneuten Zwischenaufenthalt in Berlin folgte Albert Paul 1881 einem Ruf an das kaiserlich-russische Hoftheater zu St. Petersburg. Dem schloss sich im Mai des darauf folgenden Jahres eine Stippvisite an das soeben gegründete Deutsche Theater in Moskau an. Sein Fach war nunmehr das der Bonvivants und Liebhabers, Paul übernahm aber auch weiterhin große Charakterrollen. In Russland wurde auf ihn, so wird berichtet, aufgrund einer Verwechslung ein Mordanschlag verübt.
Im August 1883 folgte der Berliner einem Ruf an das Hamburger Thalia-Theater. Die nächste Bühnenstation war Karlsruhe, wo er sich von 1885 bis 1888 an das dortige Hoftheater band. Im April 1887 ging er wiederum, zunächst nur gastweise, an die Hofbühne zu Dresden, deren Ensemble sich Paul 1888 anschloss. Nach mehreren Jahren des Gastierens kehrte Paul 1901 ans Hamburger Thalia-Theater zurück. Noch im selben Jahrzehnt fand sich Paul wieder in Berlin ein und spielte bis zum Ersten Weltkrieg u. a. am Lustspielhaus und am Komödienhaus, nach dem Krieg (zu Beginn der 1920er Jahre) auch am Kleinen Theater.
Paul war während seiner Karriere zudem zeitweise Vizepräsident der Genossenschaft deutscher Bühnenangehöriger.

### Film
Zum Film stieß Albert Paul bereits sehr früh. Dort spielte er in den 1910er und 1920er Jahren zumeist hochrangige Charaktere wie etwa den Wissenschaftler Dr. Hansen, Schöpfer des Homunculus im gleichnamigen Film, den Fürsten Sumalow in Die Kaukasierin, den Baron Winterstein in Der Kampf um die Ehe, einen Minister in Die 999. Nacht, einen Erzbischof in Die Stumme von Portici, einen Senatspräsidenten in Vater Voss und einen Herzog in Der Bastard.
Zuletzt war Paul zwischen einzelnen Filmverpflichtungen wieder als gastierender Künstler unterwegs. Während einer dieser Reisen starb er 72-jährig in Dresden.

## Filmografie
- 1911: Die Verräterin
- 1913: Die zweite Mutter
- 1914: General von Berning
- 1914: Um Liebe und Ehre
- 1914: Das Vaterland ruft
- 1915: Der Krieg brachte Frieden
- 1915: Das Rätsel von Sensenheim
- 1915: Die Goldquelle
- 1916: So’n Rackerchen
- 1916: Der Fall Klerk
- 1916: Das Kind des Anderen
- 1916: Der Tod des Erasmus
- 1916: Der Weg der Tränen
- 1916: Die verschlossene Tür
- 1916: Dorrits Eheglück
- 1916: Homunculus
- 1917: Die Kaukasierin
- 1917: Die Vergangenheit rächt sich
- 1917: Die verschlossene Tür
- 1917: Das Spitzentuch der Fürstin Wolkowska
- 1917: Der geigende Tod
- 1917: Der Schloßherr von Hohenstein
- 1918: Der Weg, der zur Verdammnis führt, 1. Teil
- 1918: Des Vaters Schuld
- 1918: Liebe und Leben, 1. Teil
- 1918: Doktor Palmore. Der schleichende Tod
- 1918: Liebesopfer
- 1919: Das Schwabemädle
- 1919: Das Geheimnis des Amerika-Docks
- 1919: Der Kampf um die Ehe, 1. Teil
- 1919: Der Weg, der zur Verdammnis führt, 2. Teil: Hyänen der Lust
- 1919: Die 999. Nacht
- 1920: Masken
- 1920: Der Erbe von Carlington
- 1921: Der Schicksalstag
- 1921: Der Gouverneur des Todes
- 1922: Die Frau mit den zehn Masken
- 1922: Die Stumme von Portici
- 1922: Die Perlen der Lady Harrison
- 1922: Wer wirft den ersten Stein
- 1925: Vater Voss
- 1925: Bismarck, 1. Teil
- 1925: Der Bastard
- 1926: Der Prinz und die Tänzerin
- 1927: Gehetzte Frauen